# 天明 (日本)
天明是日本的年號之一。在安永之後，寬政之前，指1781年到1789年的期間。這個時代的天皇是光格天皇。江戶幕府的將軍是德川家治、德川家齊。

## 改元
- 安永10年4月2日（公元1781年4月25日）：改元。
- 天明9年1月25日（公元1789年2月19日）: 改元宽政。

## 出典
出自《尚書》的「顧諟天之明命」。

## 天明年間要事
- 天明2年〜天明7年（1782年〜1787年） - 天明大饑荒
- 天明3年（1783年） - 浅間山的天明大喷发
- 天明8年（1788年） - 天明大火

## 西元對照表
| 天明 | 元年   | 2年    | 3年    | 4年    | 5年    | 6年    | 7年    | 8年    | 9年    |
| ---- | ------ | ------ | ------ | ------ | ------ | ------ | ------ | ------ | ------ |
| 西曆 | 1781年 | 1782年 | 1783年 | 1784年 | 1785年 | 1786年 | 1787年 | 1788年 | 1789年 |
| 干支 | 辛丑   | 壬寅   | 癸卯   | 甲辰   | 乙巳   | 丙午   | 丁未   | 戊申   | 己酉   |

| 前一年號： 安永 | 日本年號 | 下一年號： 寬政 |